# 李家良
李家良，MH，香港親中派民建聯政治人物，現任西貢區議會地區委員會界別議員，2012至2019年期間為西貢區議會西貢離島選區議員，至2019年香港區議會選舉被民主派支持的陳嘉琳擊敗。

## 從政經歷

### 2016年香港立法會選舉
於2016年香港立法會選舉，李家良加入了黨友葛珮帆的參選團隊，位列第6位。

### 2019年香港區議會選舉
於2019年香港區議會選舉，李家良面對獲民主派陳嘉琳的挑戰。選舉前夕，香港陷入逃犯條例爭議，陳嘉琳曾經連同其他西貢鄉民成員在區內呼籲居民參加遊行，但李家良被指干預他們的活動宣傳，還叫了警察來想趕走他們。另外，李家良被質疑早知西貢發展，卻未有早早認真規劃當區交通發展。另外，郊野公園發展及保育，西貢整體的規劃與發展亦成為選舉的議題。最終陳嘉琳以570票之差擊敗李家良。

### 2020年香港立法會選舉
於2020年香港立法會選舉，李家良加入了黨友葛珮帆的參選團隊，位列第2位。

## 資料來源
1. ↑  . 立場新聞. 2016-07-13  [2020-08-09]. （原始内容存档于2020-10-22）.
2. ↑  .   [2020-07-22]. （原始内容存档于2019-12-03）.
3. ↑  曾雪雯. . 香港01. 2019-11-21  [2020-08-09]. （原始内容存档于2020-12-10）.